# Illiam Dhone
Vous lisez un « bon article » labellisé en 2007.
Pour les articles homonymes, voir William Christian (hockey sur glace) et Christian.
Illiam Dhone, surnom de William Christian (né le 14 avril 1608 à Derbyhaven - exécuté                          le 2 janvier 1663 à Castletown), était un homme politique mannois, troisième fils d'Ewan Christian, deemster de l'île de Man. Il occupa des fonctions importantes, comme celle de membre de la House of Keys, puis surtout de gouverneur de l'île de Man. Il se rebella contre la famille des Derby, seigneurs de l'île, fut jugé sommairement puis exécuté dans la précipitation. Son fils, George Christian (1635-1694), se battit pour obtenir une réhabilitation, ce qui intervint sur ordre du Conseil privé du roi d'Angleterre. Illiam Dhone est aujourd'hui très populaire sur l'île de Man et considéré comme un résistant à l'oppression anglaise. Sa mort est commémorée tous les 2 janvier à Castletown.
Son surnom, d'origine mannoise, signifie « Guillaume le Brun » en raison de ses cheveux noirs.

## Biographie

### Les premières années
Les premières années de Dhone ne sont guère connues. Il est le troisième fils survivant et le plus jeune héritier d'Ewan Christian, époux d'Elizabeth Cockshutt, dont la famille possède une propriété à Great Harwood, près de Kirkham, dans le Lancashire, et une autre à Derbyhaven, dans le Ronaldsway (paroisse de Malew), au sud-est de l'île de Man, où il voit le jour, ce qui lui vaudra souvent d'être dénommé « William Christian du Ronaldsway ».  Cette ferme de Derbyhaven, au bord de l'eau, connue sous le nom de Ronaldsway House, a été démolie en 1943 pour permettre l'aménagement de l'aéroport du Ronaldsway, bien que des bâtiments attenants subsistent toujours. C'est dans cette ferme que William Christian réunit 800 hommes de l'île en 1651 pour préparer la révolte contre le seigneur. Parmi eux figurent les principaux dirigeants des diverses paroisses de l'île.

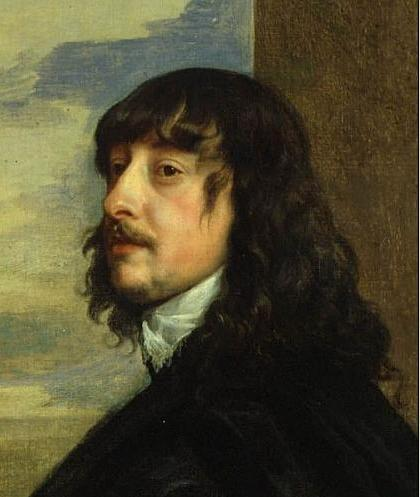
James Stanley, seigneur de l'île de Man et 7e comte de Derby.

Ewan Christian était deemster de l'île de Man et considéré comme un des plus fervents opposants au comte de Derby et seigneur de l'île, James Stanley. Leur contentieux portait sur l'ancien système féodal de la propriété que le comte souhaitait abolir. Ce système offrait à ses bénéficiaires une propriété perpétuelle et libre. Stanley, par sa réforme, voulait abolir la notion de propriété perpétuelle pour en faire un bail sur trois générations. Cette réforme fit des mécontents et Ewan Christian s'y opposa. Mais Stanley, souhaitant s'assurer du soutien de Christian, menaça de louer la propriété des Christian, dans le Ronaldsway, à un certain John Corrin. Ewan Christian, comprenant qu'il était inutile de résister au comte, légua son domaine en 1643 à son troisième fils, William Christian, le futur Illiam Dhone.
Dans ce climat d'hostilité, William Christian semble pourtant être dans les faveurs du comte Stanley. Dès l'enfance, il est protégé par la famille des Stanley. Ceux-ci ont une telle confiance en sa famille qu'ils les affectent à leur garde particulière.
Le nom d'Illiam Dhone apparaît en 1640 comme régisseur des domaines de l'abbaye et en 1643 comme membre de la House of Keys (Chambre des Clefs) de Castletown.

### Les prémices de la révolte (1648-1651)

#### Causes du soulèvement des Mannois
C'est précisément en 1643 que commencent à se faire entendre des rumeurs de révolte sur l'île. Lors d'un déplacement du seigneur de Man, James Stanley, comte de Derby, sur ses terres mannoises, il apprend que des actes d'insubordination ont été perpétrés contre l'autorité du gouverneur et qu'une révolte est très envisageable. Un membre de la famille d'Illiam Dhone est d'ailleurs impliqué dans ces actes. Il s'agit d'Edward Christian, un cousin éloigné, qui a été gouverneur de l'île grâce au soutien que Stanley lui prêtait, mais qui, après avoir fomenté un complot pour le chasser de l'île, se retrouve emprisonné à Peel, où il mourra.
En 1648, Illiam Dhone est nommé receveur général de l'île par le seigneur James Stanley. Cette fonction témoigne du crédit dont il jouit auprès du comte et de la confiance que celui-ci lui accorde, au vu des sommes d'argent colossales qui passent entre ses mains.

#### L'offre de capitulation de l'île de Man

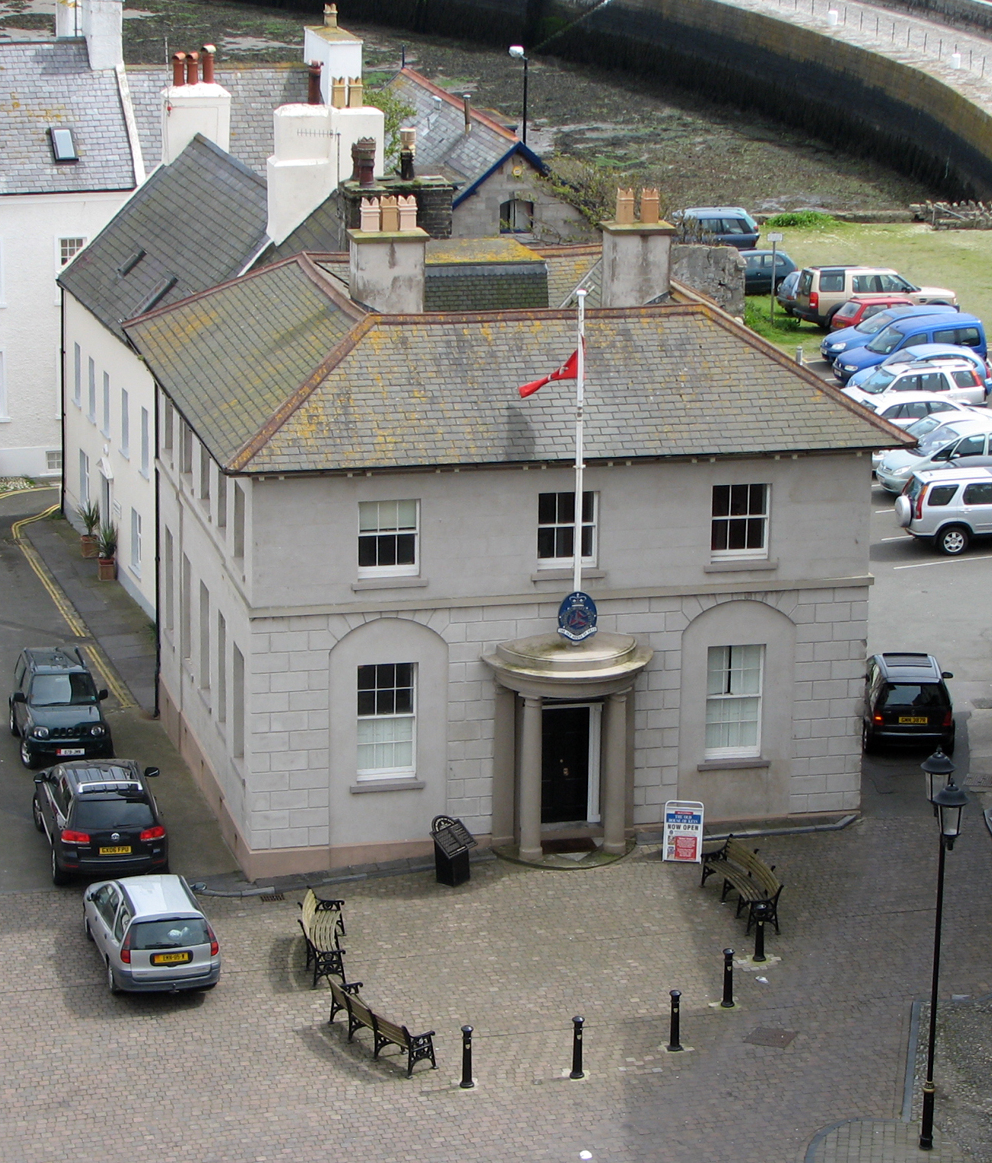
La House of Keys de Castletown.

Lorsqu'en 1651, Stanley part en Angleterre combattre pour Charles II, à la cause duquel il s'est rallié, il nomme Illiam Dhone commandant des forces militaires mannoises sur l'île et garant de la sécurité de la comtesse. Stanley est fait prisonnier à la bataille de Worcester (3 septembre) et la comtesse Charlotte de La Trémoille, l'épouse de Stanley, qui réside sur Man, négocie la capitulation de l'île avec les parlementaires victorieux en échange de la libération de son époux. Avant le départ de son mari, celui-ci lui avait accordé le pouvoir d'agir en son nom. Il confirme à son épouse, dans une lettre du 12 octobre, qu'il est raisonnable de négocier. L'offre de capitulation est remise à Londres par le gouverneur de Man, Philip Musgrave, et des représentants de la House of Keys.
Les esprits s'échauffent, alors que des rumeurs se font jour, selon lesquelles la comtesse de Derby serait sur le point de remettre l'île de Man entre les mains du Parlement de Londres. Celle-ci, sur l'injonction du gouverneur de Liverpool, Thomas Birch, met ses deux filles, Catherine et Amelia, à l'abri dans cette ville, un abri qui deviendra rapidement une détention en bonne et due forme, sur la demande du Conseil d'État à Londres.

### La révolte des Mannois (septembre-novembre 1651)

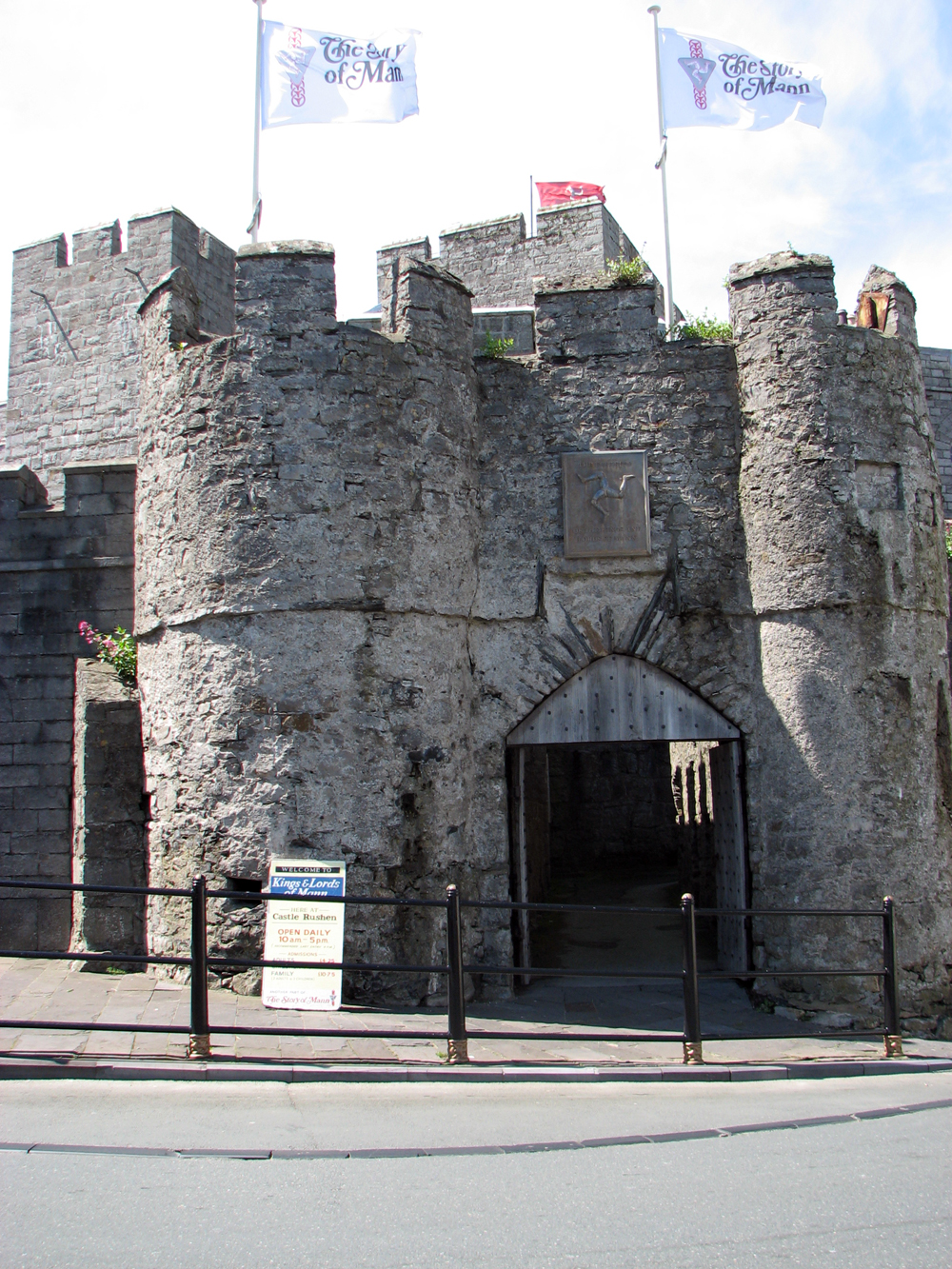
Château-Rushen, à Castletown.

Une révolte menée par Illiam Dhone éclate. Accompagné de notables mannois, il soulève la population contre la comtesse, affirmant qu'elle complote pour sauver sa vie et celle de son époux tout en sacrifiant l'île de Man. Le commandant de l'île, Hugh More, aux ordres de Dhone, toujours receveur général de l'île, reçoit l'ordre de ne pas s'opposer à la révolte.
Dans le même temps, un émissaire chargé des propositions de la comtesse pour favoriser la libération de son mari, embarque pour l'Angleterre. La même nuit, l'armée rebelle de Dhone s'empare de toutes les places fortes de l'île à l'exception de Château-Rushen et du château de Peel. Les propriétés du comte sont pillées. Tous les Anglais qui tombent entre les mains des hommes de Dhone sont maltraités.
Au gouverneur Musgrove qui lui demande les raisons de cette rébellion, Dhone réplique qu'il a certains griefs contre le comte, sans doute en allusion à la réforme agraire entreprise quelque temps plus tôt. Il ajoute que la comtesse avait vendu l'île de Man au Parlement de Londres et que cela justifiait un soulèvement du peuple. Les deux hommes parviennent toutefois à s'entendre pour tenter de gagner du temps et retarder le plus possible le débarquement des troupes anglaises.
Le 15 octobre, le seigneur de Man, James Stanley, est exécuté à Bolton, mais la nouvelle n'atteint pas Man tout de suite.
Avec l'aide de Musgrove, Dhone entame des négociations avec le Parlement anglais dont les troupes ont l'intention de s'emparer de l'île. Le 20 octobre 1651, les troupes du Parlement, constituées de 44 vaisseaux et commandées par le colonel Duckenfield, embarquent depuis l'Angleterre mais, à la suite d'une succession de tempêtes, n'accostent à Ramsey, sur l'île de Man, que le 28, à 10 heures du soir. Dès le lendemain, Dhone, par l'intermédiaire de Hugh More, s'engage à ne pas empêcher l'arrivée des troupes et demande à une foule de Mannois massée sur la côte de ne pas offrir de résistance. Aussitôt, les Anglais décident de mettre le siège devant Château-Rushen et le château de Peel.
La comtesse de Derby apprend  par lettre la mort de son mari, alors qu'elle s'est retirée dans le fort de Rushen. Sa situation devenant intenable, elle quitte l'île peu après. Dhone remet la comtesse et ses filles aux commissaires du Parlement et donne à celle-ci la permission de partir à sa guise pour la France ou la Hollande,.
Le 31 octobre, les troupes anglaises sont prêtes à faire usage de leurs canons. Mais elles décident en fin de compte d'abandonner leur position, après avoir reçu l'assurance que toutes les possessions des Derby sur l'île de Man seraient à l'entière disposition du Parlement. La révolte s'apaise. L'île de Man passe le 2 novembre 1651 sous le commandement de Londres et un gouverneur est nommé en la personne de Thomas Fairfax de Cameron. Le Parlement officialise la reddition de l'île et de ses châteaux le 11 novembre.

### Illiam Dhone sur la sellette (1651-1658)
Malgré son rôle de chef de la révolte, Illiam Dhone conserve son poste de receveur général de l'île, sans doute dans le cadre d'une politique d'amnistie, mais le ministère des Finances lui réclame toutefois le remboursement des dégâts causés par le soulèvement. De plus, il reste soumis à une grande pression sur l'île.
En décembre 1651, Dhone est convoqué à Londres avec son frère John pour être consultés au sujet des lois mannoises.
De retour sur l'île de Man, Dhone exerce, entre 1656 et 1658, la fonction de gouverneur de l'île, ce qui lui assure un contrôle quasi total de l'île. Mais son successeur, James Chaloner, ordonne son arrestation sous le prétexte qu'il aurait fait un mauvais usage de sommes confisquées à l'évêché. Chaloner préférait en fait consacrer ces sommes à des postes d'éducation et augmenter les revenus du petit clergé. Ses possessions sont confisquées. Sa liberté en jeu, Illiam Dhone préfère fuir pour l'Angleterre avec son fils George (1658). Chaloner fait arrêter et emprisonner le frère de Dhone, John Christian, deemster de Man, au motif qu'il l'a aidé à fuir l'île.

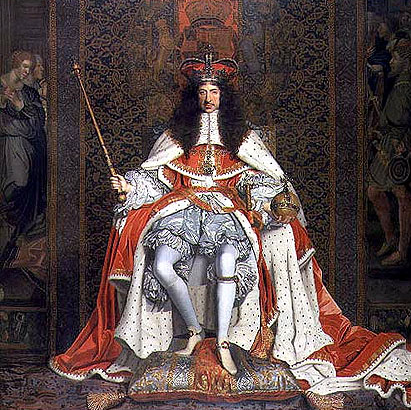
Charles II d'Angleterre.

L'année 1660 voit la restauration de la monarchie britannique en la personne de Charles II d'Angleterre, après la mort du dictateur Oliver Cromwell. Des scènes de liesse ont lieu sur l'île de Man. Le retour de la monarchie est officiellement salué le 28 mai à Peel, le 29 à Castletown, le 30 à Douglas et le 31 à Ramsey. La dynastie des Derby est rétablie sur Man et c'est Charles Stanley, fils du défunt seigneur James Stanley, qui devient le nouveau seigneur de l'île. Sa première action sera de traîner en justice tous ceux qui ont été impliqués dans la chute de son père, ainsi que ceux qui prirent part à l'insurrection contre sa mère. Et le premier de ceux qu'il veut voir condamner est William Christian, ce rebelle qui se fait appeler Illiam Dhone. Tous les membres de la House of Keys impliqués dans le soulèvement perdent leur fonction : Ewan Curghie, Samuel Radcliffe, Dollin Clarke, William Gawne, John Cayne, John Lace, mais surtout Edward Christian, cousin d'Illiam Dhone et ancien gouverneur.

### Arrestation et exécution (1660-1663)
Alors qu'il était venu à Londres pour rencontrer le roi, Illiam Dhone est arrêté en 1660 pour une dette de 20 000 livres sterling et incarcéré à la prison de la Fleet durant une année jusqu'à ce qu'il parvienne à s'acquitter de la somme. En possession d'un acte d'amnistie, il rentre quelques mois plus tard sur l'île de Man, qu'il avait quittée trois ans auparavant. Mais contre toute forme légale et sur la demande pressante de Charles Stanley, le comte de Derby, il est à nouveau arrêté, ses biens confisqués et jugé par les deemsters de Man, sur l'accusation de complot contre le roi d'Angleterre alors que ses griefs ne l'opposaient qu'au comte de Derby. Il est emprisonné en septembre 1662 à Château-Rushen « pour toutes ses actions et ses rébellions illégales ». Il adresse une requête au roi et à son Conseil privé. Son fils, Ewan Christian, tente à son tour d'intervenir.

#### Procès
Le 26 novembre 1662, le représentant du Tynwald constate que Christian « refusait de venir affronter la Loi, ». Illiam Dhone refuse de sortir de sa cellule, ce qui fait tourner court son procès. Avant même que la sentence soit prononcée, le député-gouverneur, comprenant que Christian va être condamné à mort, embarque pour Londres afin d'implorer la grâce du roi. Les 24 juges de la House of Keys se réunissent. Sur ordre du seigneur Charles Stanley et contre toute forme légale, sept juges sont démis de leurs fonctions et remplacés. Illiam Dhone reste inflexible et refuse de plaider. L'affaire est remise entre les mains de la Haute-Cour qui confirme ses conclusions.
Dans le même temps, Illiam Dhone, du fond de sa cellule, adresse une requête au roi en se plaignant de ce que son arrestation ordonnée par le comte de Derby était une violation de son acte d'amnistie. Il évoque aussi le « jury pressé et exerçant sous la menace, une prétendue cour de justice. »
Le 31 décembre 1662, Illiam Dhone est finalement condamné à « être pendu, noyé et écartelé », mais, par égard pour « son épouse inconsolable », sa peine est commuée en une condamnation à être fusillé, « jusqu'à ce que sa vie quitte son corps ».

#### Exécution à la colline de Hango

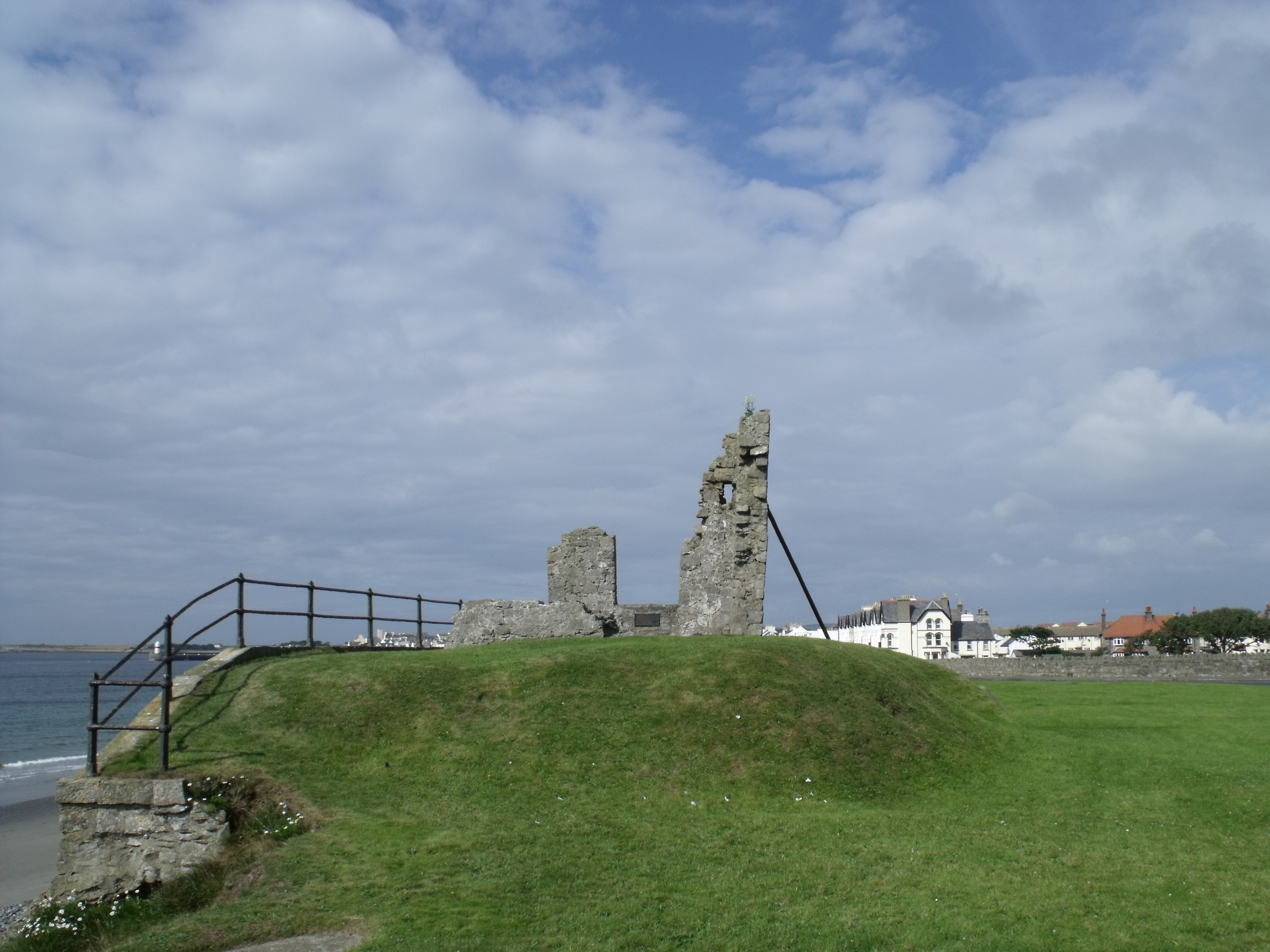
La colline de Hango, à Castletown.

Illiam Dhone est fusillé le 2 janvier 1663 sur la colline de Hango, près de Castletown,. Des draps auraient été répartis sous ses pieds, afin « qu'aucune goutte de son sang ne touche le sol ». Selon certains, aucune goutte de sang ne sortit des blessures de Dhone. Cette assertion surprenante semble plutôt confirmer la présence de draps pour empêcher que le sol soit souillé. Avant l'exécution, Dhone a l'occasion de prononcer un dernier discours : « Le but de ce soulèvement n'était pas de supprimer une famille [les Derby], mais (...), ainsi que le reconnut par deux fois le tribunal, de présenter des griefs à notre Honorable Dame [la comtesse de Derby] (...), ce qui a provoqué ma ruine et un éternel malheur sur ma pauvre famille. Que le Seigneur pardonne l'injustice de leurs actes à mon endroit et je souhaite de tout mon cœur que ceux-ci ne soient pas portés à leur passif un jour ». Dhone évoque aussi le « jury pressé et exerçant sous la menace, une prétendue cour de justice » dont il a été la victime.
Illiam Dhone tombe à genoux et reste un long moment en prière. Puis il se relève soudain, débordant de joie et s'adresse au peloton d'exécution : « Quant à vous, qui avez été désignés par le sort pour être mes exécuteurs, je vous pardonne en toute liberté. Il n'y a qu'un fin voile entre moi et la mort ; une fois encore, je vous demande de prier pour moi alors que je vous adresse mon dernier adieu. »
Les soldats lui proposent de lui bander les yeux, mais Dhone refuse. Il demande au contraire qu'on lui remette un morceau de papier blanc et le fixe sur son cœur, pour faciliter le tir de ses bourreaux. Après une courte prière, il donne le signal de son exécution en étendant ses bras vers l'avant.
Six hommes ont été désignés pour procéder à l'exécution, mais un seul touche Dhone. En revanche, la balle, tirée par William McCowle, lui est fatale. Illiam Dhone tombe à terre. Il est mort. La « Ballade de la mort d'Illiam Dhone » (Baase Illiam Dhone) (voir plus bas) se termine sur ces paroles : 
Lhigg fer ayns y Thalloo ferelley 'syn an,
Agh Illiam M'Cowle lhigg'sy voayl chair.
Illiam M`Cowle sliught ny va büee
She dty vaase, Illiam Dhone ren brishey nyn gree.
« Un homme tira dans la terre, un autre en l'air
« Mais William MacCowle tira au bon endroit
« Car William MacCowle était d'une race brave
« Et ta mort, Illiam Dhone, nous brise le cœur ! »

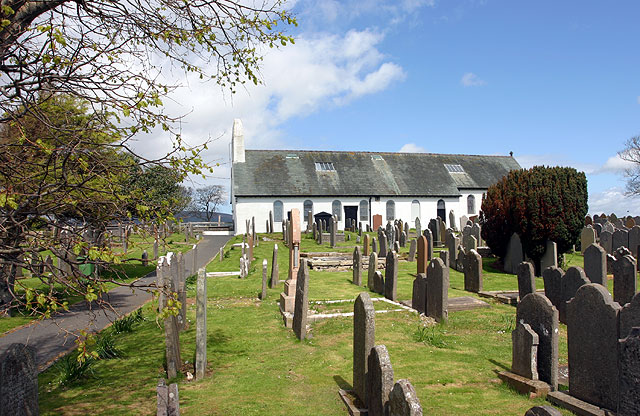
L'église de Malew où se trouve la sépulture d'Illiam Dhone.

En récompense de son acte, le comte de Derby accordera à McCowle une terre dans le Nord de l'île de Man.
Le registre de sépulture de la paroisse de Malew porte cette indication : « M. William Christian du Ronaldsway a été exécuté sur la colline de Hango le 2 janvier 1662. Il est mort très affligé et très courageusement, il a eu une bonne fin et a prié avec conviction ; et le lendemain a été inhumé dans le chœur de Kirk Malew. »
Pour être certain que le site ne serait pas l'objet d'un pèlerinage, le seigneur de Man, Charles Stanley, fait ériger sur le lieu une résidence d'été dont il ne reste aujourd'hui que quelques ruines.
Une semaine après la mort d'Illiam Dhone, le Conseil privé du roi, à Londres, recevait la lettre dans laquelle le héros mannois demandait l'arbitrage de Sa Majesté.

### Réhabilitation posthume
La justice avait été trop rapide et devait le reconnaître. Le Conseil privé du roi est stupéfait de constater que l'accusé avait déjà été exécuté.
En audience du 5 août 1663, la Cour rend à la famille d'Illiam Dhone tous les biens et les terres qui lui avaient été confisqués. Plusieurs deemsters qui l'ont condamné à mort, dont Thomas Norris et Hugh Cannell, sont arrêtés et emprisonnés pour mauvais emploi de la justice. Des hommes qui avaient été impliqués dans l'affaire du soulèvement, Ewan Curghie, Samuel Radcliffe et John Cæsar, sont graciés. Illiam Done, pour sa part, n'est plus considéré comme coupable de trahison contre le roi d'Angleterre, mais uniquement comme le seigneur de Man, dans la mesure où « l'île de Man n'appartient point à l'Angleterre, mais constitue un territoire à part entière, et se trouve hors du pouvoir de notre chancellerie », dira le Conseil privé du roi.

## Controverses au sujet du rôle de Dhone
Certains ont affirmé que William Christian avait reçu du Parlement de Londres l'ordre de provoquer la révolte sur l'île de Man afin d'obliger la famille Stanley à quitter l'île. Cette affirmation repose sur le fait qu'un homme du Lancashire, Major Fox, ayant été emprisonné sur l'île de Man sur ordre du comte de Derby, témoigna au procès que lui et le serviteur de la comtesse, un certain Brayden, avaient remis entre les mains d'Illiam Dhone, alors receveur général de l'île, une lettre qui lui donnait le pouvoir de « soulever le pays pour le Parlement » (to raise ye contrey for ye parliament against all opposers). Même s'il n'est pas exclu qu'il y ait eu quelque accointance entre Dhone et le Parlement pour s'opposer à Derby, il semble certain que Christian ait agi pour le profit du peuple de l'île de Man, ou au pire, pour son compte personnel. Le motif de son arrestation (« complot contre l'Angleterre ») tend à prouver qu'il n'y a pas eu collusion.
Le témoignage de Fox est repris dans le Mercurius Politicus sur les dires d'« un témoin oculaire ayant assisté aux événements ».

## Illiam Dhone dans la tradition populaire
Le nom d'Illiam Dhone est très connu sur l'île de Man. Il incarne le patriote mannois qui se sacrifie pour une cause noble. À ce titre, il entre dans la lignée des résistants celtes contre l'oppresseur anglais que sont William Wallace, Robert Emmet ou encore Theobald Wolfe Tone.

### Baase Illiam Dhone

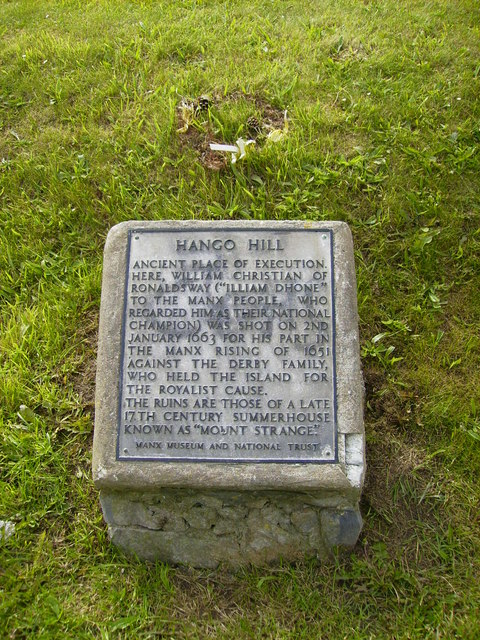
Plaque commémorative de l'exécution d'Illiam Dhone à la colline de Hango, financée par le Manx Museum.

Illiam Dhone est notamment le héros de plusieurs ballades de la littérature mannoise telles que Baase Illiam Dhone (« La Mort d'Illiam Dhone » en mannois), traduite en anglais,, et dont il existe plusieurs versions. C'est cette ballade qui a contribué à donner à Illiam Dhone l'image d'un martyr. Chantées sur l'air de Mona Melodies (1820), les paroles de la ballade sont une prophétie contre les personnes responsables de sa mort : 
That a branch of the Christians will soon grace the chair,
With royal instructions, his foes to control (...).
« Qu'une branche des Christian honorera bientôt le trône
« D'instructions royales, et commandera à ses ennemis (...). »
Chaque strophe se termine par : 
And thy fate, Illiam Dhône, sickens my soul.
(As dty vaase, Illiam Dhone, te brishey nyn gree.)
« Et ton destin, Illiam Dhône, rend malade mon âme. »

### Autres manifestations populaires
- Tous les 2 janvier, une cérémonie commémorative est célébrée, pour perpétuer le souvenir d'Illiam Dhone[41], par la Ligue celtique et le Mec Vannin. Des discours en anglais et en mannois y sont prononcés[42].
- Le 2 janvier 2006, un mémorial en l'honneur d'Illiam Dhone fut installé sur la colline de Hango. L'œuvre, signée de l'artiste mannois Bryan Kneale, consiste en un buste en argent. Elle est intégrée au mur du château ruiné qui domine la colline[43].
- Un buste d'Illiam Dhone a été installé dans l'église de Malew. Il est l'œuvre de Bryan Kneale[44].

## Anecdotes
- Illiam Dhone (William Christian) est l'arrière-arrière-grand-père de Fletcher Christian (1764-1793), chef des mutins du Bounty[45].
- Le Manx Museum de Douglas conserve dans ses collections un chapeau qui est censé avoir appartenu au rebelle mannois. Il présente une ressemblance frappante avec un couvre-chef que Dhone porte sur un portrait contemporain[46].

## La famille de William Christian du Ronaldsway
Les Christian de l'île de Man étaient d'ascendance celto-norroise. Leurs ancêtres se nommaient « Christin » en norrois et « MacCristen » en langue celtique. John McCristen, le premier cité dans les archives, était deemster de l'île de Man en 1408 et du Tynwald en 1422 et déjà implanté à Milntown, dans la paroisse de Lezayre, berceau de la famille de William Christian.
Marié à Elizabeth, William Christian avait eu huit garçons et une fille :
- L'aîné, Ewan Christian, était mort enfant.
- George Christian (1635-1694) fut le bénéficiaire des restitutions posthumes des biens confisqués. À cet égard, il hérita à l'automne 1663 des terres que son père possédait dans le Ronaldsway, berceau de la famille. George n'eut qu'un fils, qu'il prénomma William. Ce fils, croulant sous les dettes, fut contraint de vendre les terres familiales du Ronaldsway en 1720 et émigra dans le comté de Waterford (Irlande).
- Ewan Christian (1637-1671) demanda au roi d'Angleterre, Charles II, que les personnes qui avaient jugé son père rendissent des comptes pour leurs actes.
- John Christian, inconnu.
- William Christian, inconnu.
- Mary Christian (née en 1641) épousa Charles Stanley, de Ballacaighen (Rushen), lié aux Derby.
- Patricius Christian (né en 1644) devint membre de la House of Keys en 1699. Il vivait à Ballaquayle (Braddan)
- Thomas Christian (1646-1700) exerça la profession de négociant à Liverpool. C'est de lui que descendent les Christian d'aujourd'hui. Il épousa la fille du fameux colonel Birch, évoqué plus haut.
- Charles William (1649-1699) fit carrière dans l'armée[48].